# Puchar Hopmana 2008
Puchar Hopmana 2008 – nieoficjalne mistrzostwa drużyn mieszanych, które rozegrano w australijskim Perth w dniach 29 grudnia 2007 – 4 stycznia 2008.
Dwudziesta edycja imprezy odznaczała się bardzo dobrą obsadą. Tylko trzech zawodników klasyfikowanych było poza gronem stu najlepszych tenisistek i tenisistów świata. Najwyżej rozstawieni reprezentanci Serbii – Jelena Janković i Novak Đoković zajmowali trzecie miejsca w rankingach WTA i ATP. Początkowo w drużynie Francji miał grać Gaël Monfils, zrezygnował jednak i zastąpił go Arnaud Clément. Amerykanka Serena Williams poinformowała organizatorów, że do Perth przybędzie z opóźnieniem i nie wystąpi w pierwszych konfrontacjach drużynowych. W tych zastąpiła ją rodaczka Meghann Shaughnessy. Przyczyną późniejszego przyjazdu Williams były niedoleczone kontuzje.
W Perth gościła Amerykanka Martina Navrátilová. To jeden z elementów obchodów okrągłej, dwudziestej edycji turnieju.
W trakcie zawodów Czech Tomáš Berdych chorował na żołądek, co przyczyniło się do porażki jego drużyny ze Stanami Zjednoczonymi. Kontuzji nogi nabawiła się Serbka Jelena Janković, która w potyczkach z Francją, Argentyną i finale ze Stanami Zjednoczonymi oddawała mecze singlowe walkowerem lub kreczowała po rozegraniu pierwszego seta. Potem występowała w grze mieszanej, ale trzonem drużyny nie była.
Trofeum Pucharu Hopmana trafiło w ręce Amerykanów, reprezentowanych przez Serenę Williams i Mardy’ego Fisha.

## Drużyny
| Państwo           | RKG  | Tenisistka                          | RKG | Tenisista          |
| Serbia            | 3    | Jelena Janković                     | 3   | Novak Đoković      |
| Stany Zjednoczone | 6 52 | Serena Williams Meghann Shaughnessy | 43  | Mardy Fish         |
| Czechy            | 24   | Lucie Šafářová                      | 13  | Tomáš Berdych      |
| Francja           | 15   | Tatiana Golovin                     | 54  | Arnaud Clément     |
| Argentyna         | 37   | Gisela Dulko                        | 17  | Juan Ignacio Chela |
| Australia         | 67   | Alicia Molik                        | 77  | Peter Luczak       |
| Indie             | 32   | Sania Mirza                         | 262 | Rohan Bopanna      |
| Chińskie Tajpej   | 156  | Hsieh Su-wei                        | 110 | Lu Yen-hsun        |

## Grupa A

### Mecze grupowe
| Serbia – Chińskie Tajpej 3:0    |                                 |                  |
| Jelena Janković                 | Hsieh Su-wei                    | 6:4, 6:4         |
| Novak Đoković                   | Lu Yen-hsun                     | 7:5, 2:6, 6:3    |
| Jelena Janković Novak Đoković   | Hsieh Su-wei Lu Yen-hsun        | 3:6, 6:2, 10-8   |
| Francja – Argentyna 2:1         |                                 |                  |
| Tatiana Golovin                 | Gisela Dulko                    | 6:4, 6:3         |
| Juan Ignacio Chela              | Arnaud Clément                  | 6:3, 6:1         |
| Tatiana Golovin Arnaud Clément  | Gisela Dulko Juan Ignacio Chela | 6:3, 6:2         |
| Serbia – Francja 2:1            |                                 |                  |
| Tatiana Golovin                 | Jelena Janković                 | 6:1, krecz       |
| Novak Đoković                   | Arnaud Clément                  | 6:3, 6:3         |
| Jelena Janković Novak Đoković   | Tatiana Golovin Arnaud Clément  | 5:7, 6:4, 10-4   |
| Chińskie Tajpej – Argentyna 3:0 |                                 |                  |
| Hsieh Su-wei                    | Gisela Dulko                    | 3:6, 7:6(2), 7:5 |
| Lu Yen-hsun                     | Juan Ignacio Chela              | 6:3, 6:4         |
| Hsieh Su-wei Lu Yen-hsun        | Gisela Dulko Juan Ignacio Chela | 3:6, 6:4, 10-4   |
| Serbia – Argentyna 2:1          |                                 |                  |
| Gisela Dulko                    | Jelena Janković                 | 6:7(10), krecz   |
| Novak Đoković                   | Juan Ignacio Chela              | 6:2, 6:3         |
| Jelena Janković Novak Đoković   | Gisela Dulko Juan Ignacio Chela | 6:1, 3:6, 10-4   |
| Francja – Chińskie Tajpej 3:0   |                                 |                  |
| Tatiana Golovin                 | Hsieh Su-wei                    | 6:1, 6:1         |
| Arnaud Clément                  | Lu Yen-hsun                     | 7:6(2), 6:4      |
| Tatiana Golovin Arnaud Clément  | Hsieh Su-wei Lu Yen-hsun        | 6:4, 4:6, 10-6   |

### Tabela grupy A
| Lp. | Państwo         | Konfrontacje | Mecze | Sety |
| 1.  | Serbia          | 3:0          | 7:2   | 15:8 |
| 2.  | Francja         | 2:1          | 6:3   | 13:7 |
| 3.  | Chińskie Tajpej | 1:2          | 3:6   | 9:14 |
| 4.  | Argentyna       | 0:3          | 2:7   | 7:15 |

## Grupa B

### Mecze grupowe
| Stany Zjednoczone – Indie 2:1     |                                |                 |
| Meghann Shaughnessy               | Sania Mirza                    | 6:3, 4:6, 6:3   |
| Mardy Fish                        | Rohan Bopanna                  | 6:2, 6:4        |
| Sania Mirza Rohan Bopanna         | Meghann Shaughnessy Mardy Fish | 6:4, 6:4        |
| Australia – Czechy 2:1            |                                |                 |
| Alicia Molik                      | Lucie Šafářová                 | 7:5, 6:2        |
| Tomáš Berdych                     | Peter Luczak                   | 7:6, 6:4        |
| Alicia Molik Peter Luczak         | Lucie Šafářová Tomáš Berdych   | 7:5, 6:3        |
| Stany Zjednoczone – Czechy 3:0    |                                |                 |
| Serena Williams                   | Lucie Šafářová                 | 6:0, 2:6, 7:5   |
| Mardy Fish                        | Tomáš Berdych                  | walkower        |
| Serena Williams Mardy Fish        | Lucie Šafářová Tomáš Berdych   | 6:0, krecz      |
| Indie – Australia 2:1             |                                |                 |
| Sania Mirza                       | Alicia Molik                   | 6:2, 2:6, 6:4   |
| Peter Luczak                      | Rohan Bopanna                  | 7:6, 6:3        |
| Sania Mirza Rohan Bopanna         | Alicia Molik Peter Luczak      | 6:2, 4:6, 13-11 |
| Stany Zjednoczone – Australia 3:0 |                                |                 |
| Serena Williams                   | Alicia Molik                   | 6:2, 7:6(7)     |
| Mardy Fish                        | Peter Luczak                   | 7:6(5), 7:6(10) |
| Serena Williams Mardy Fish        | Alicia Molik Peter Luczak      | 6:2, 6:3        |
| Czechy – Indie 2:1                |                                |                 |
| Lucie Šafářová                    | Sania Mirza                    | 6:2, 4:6, 6:3   |
| Tomáš Berdych                     | Rohan Bopanna                  | 6:4, 6:0        |
| Sania Mirza Rohan Bopanna         | Lucie Šafářová Tomáš Berdych   | 6:3, 6:2        |

### Tabela grupy B
| Lp. | Państwo           | Konfrontacje | Mecze | Sety  |
| 1.  | Stany Zjednoczone | 3:0          | 8:1   | 16:4  |
| 2.  | Indie             | 1:2          | 4:5   | 10:12 |
| 3.  | Australia         | 1:2          | 3:6   | 8:12  |
| 4.  | Czechy            | 1:2          | 3:6   | 7:13  |

## Finał
| Stany Zjednoczone – Serbia 2:1 |                               |                     |
| Serena Williams                | Jelena Janković               | walkower            |
| Novak Đoković                  | Mardy Fish                    | 6:2, 6:7(4), 7:6(4) |
| Serena Williams Mardy Fish     | Jelena Janković Novak Đoković | 7:6(4), 6:2         |